# Anne Louis Christian de Montmorency
Anne-Louis-Christian de Montmorency (27 mai 1769 - Neuilly † 25 décembre 1844 - Munich), 8e prince de Robech (1812), comte de Tancarville, marquis de Seignelay, dit le prince de Montmorency-Tancarville, est un militaire et homme politique français des XVIIIe et XIXe siècles.

## Biographie
« Fils de très haut et très illustre seigneur, monseigneur Anne-Léon de Montmorency, duc de Montmorency et de Piney-Luxembourg, premier baron de France et premier baron chrétien, comte de Tancarville, Creuilly, marquis de Seignelay, de Blainville, de Lieurey, et autres lieux, maréchal de camp des armées du roi, connétable héréditaire de la province de Normandie, et de très haute et très illustre dame, Mme Anne-Françoise-Charlotte de Montmorency-Luxembourg, duchesse de Montmorency ».
Anne-Louis-Christian s'engage jeune dans la Révolution, il fut inspecteur de la Garde nationale de la Seine-Inférieure, appelé en 1790, à faire partie du Comité ecclésiastique. La même année, il émigra avec sa famille et ne rentra en France qu'avec les Bourbons.
Il fut alors successivement élu député du collège de département de la Seine-Inférieure, le 22 août 1815, le 4 octobre 1816, le 13 novembre 1820, enfin le 6 mars 1824.
Pendant la session de 1815, il vota avec la majorité puis, dans les sessions suivantes, s'assit au côté droit, vota avec les ministériels, prit très rarement la parole et fut l'un des cinq candidats à la présidence de la Chambre.
Conseiller général de ce département, grand d'Espagne, maréchal de camp depuis le 4 septembre 1822, M. de Montmorency-Tancarville fut nommé pair de France le 5 novembre 1827.
Après les événements de 1830, il refusa de prêter serment à la nouvelle dynastie et se retira en Bavière où il mourut.

## Décorations
- Chevalier de Saint-Louis (1814) ;
- Chevalier de la Légion d'honneur.

## Vie familiale
Fils de Anne Léon II de Montmorency-Fosseux (1731 † 1799), 3e duc de Montmorency (Beaufort) et de Charlotte Anne Françoise de Montmorency-Luxembourg (17 novembre 1752 † 24 mars 1829, inhumée au cimetière de Montmartre, Paris XVIIIe), duchesse de Montmorency, comtesse de Tancarville et de Gournay, marquise de Seignelay, dame du palais de la dauphine Marie-Antoinette d'Autriche (1771-1774), puis dame du palais de la reine Marie-Antoinette (1774-1792), Anne-Louis-Christian épousa le 4 septembre 1797 Henriette de Becdeliévre de Cany (5 septembre 1771 - Paris † 15 mars 1833), fille d'Anne Louis Roger de Becdelièvre (13 avril 1739 † 26 juin 1789), marquis de Quevilly, seigneur de Cany, dit le « marquis de Cany », lieutenant général des armées du roi[réf. nécessaire], chevalier de Saint-Louis.
Ensemble, ils eurent :
1. Anne Charlotte Marie Henriette (28 août 1798 - Orléans † 22 septembre 1860 - Paris), 10e princesse de Robech, mariée, le 27 octobre 1817 à Paris, avec Désiré Emmanuel Louis Hélie Michel Timoléon de Cossé-Brissac[7] (1793-1870) dont postérité ;
2. Anne Sidonie Joséphine Marie (17 décembre 1799 † 28 janvier 1878 - Paris), mariée en juin 1819, Paris, avec Edouard ( † 20 octobre 1861), comte de La Châtre, sans postérité ;
3. Anne Christian Marie 'Gaston' (4 mai 1801 † 17 décembre 1853 - Paris), 9e prince de Robech, grand d'Espagne de 1re classe, capitaine de cavalerie, sans union, ni postérité ;
4. Anne Elie Aurélie Marie[8] (24 avril 1803 † 15 avril 1883 - Paris), mariée le 31 août 1824 avec Armand (22 prairial an X (11 juin 1802) - Paris † 14 juillet 1862 - Aix-les-Bains), marquis de Biencourt, châtelain d'Azay-le-Rideau, aide de camp du maréchal de Bourmont (1830), dont postérité ;
5. Anne Philippe Marie Christian (25 mai 1806 - Paris † décembre 1826 - École de cavalerie de Saumur).